# Xã Christiania, Quận Jackson, Minnesota
Xã Christiania (tiếng Anh: Christiania Township) là một xã thuộc quận Jackson, tiểu bang Minnesota, Hoa Kỳ. Năm 2010, dân số của xã này là 249 người.